# Livros de Sangue
Livros de Sangue é uma série literária composta por seis antologias de contos de horror, reunindo histórias originais escritas pelo autor, dramaturgo e cineasta inglês Clive Barker entre 1984 e 1985. Conhecido principalmente por suas peças teatrais até então, Barker alcançou um público mais amplo e consolidou sua base de fãs graças a essa coletânea, o que impulsionou sua carreira como romancista.
Publicadas originalmente em seis volumes, as antologias foram relançadas posteriormente em duas edições reunidas, cada uma contendo três volumes. Cada volume traz entre quatro e seis histórias. A edição integral dos volumes 1 a 3 inclui um prefácio do também escritor de horror e conterrâneo de Barker em Liverpool, Ramsey Campbell. O mestre do terror Stephen King elogiou os Livros de Sangue, gerando uma frase de impacto que estampou a primeira edição norte-americana:
| “ | Eu vi o futuro do horror, e seu nome é Clive Barker. | ” |

O Volume 6 da série se destaca por incluir o conto “A Última Ilusão”, que marcou a estreia do detetive ocultista Harry D'Amour, personagem recorrente na obra de Barker. D'Amour apareceria em outras histórias do autor, nos quadrinhos de Hellraiser publicados pela Boom! Studios e no filme Senhor das Ilusões, de 1995, baseado nesse mesmo conto e adaptado pelo próprio Barker.
Para algumas edições, a capa de cada livro foi ilustrada pelo próprio Clive Barker. Dezoito das histórias dos Livros de sangue foram adaptadas pela Eclipse Books na série de quadrinhos Tapping the Vein.
Várias das histórias foram adaptadas em filmes, Rawhead Rex (1986); The Forbidden (filmado em 1992 como Candyman)The last ilusion (filmado em 1995 como Lord of Ilusions); The Body Politic (filmado em 1997 como Quicksilver Highway); The Midnight Meat Train (2008); "The Book of Blood" e "On Jerusalem street" (filmados em 2008 como Book of Blood), e Dread (2009). "The Yattering and Jack"foi adaptado pelo próprio Barker em 1986 para a série norte-americana Tales from the Darkside.
No Brasil, a série foi publicada na íntegra pela DarkSide Books.

## Visão geral
O lema de Clive Barker para Livros de Sangue era:
| “ | Todo mundo é um livro de sangue; onde quer que sejamos abertos, sangramos. | ” |

A história de abertura, O Livro de Sangue, apresenta a premissa da série ao narrar o destino de um médium farsante que, certa noite, é atacado por fantasmas e espíritos reais. Eles o transformam em um verdadeiro mensageiro, escrevendo histórias em sua pele. Assim, ele se torna um “Livro de Sangue”, e a narração convida o leitor a ler essas histórias. Nas edições britânicas do Volume 6, a última história, "Na Rua Jerusalém", acompanha um homem que persegue esse médium com o intuito de arrancar sua pele e roubar seu “livro”. Com isso, forma-se uma espécie de narrativa moldura ao redor das antologias.
As histórias variam bastante em estilo e gênero. Algumas seguem a linha do horror clássico, outras são descritas por Barker como “fantasia sombria”; há contos com tons cômicos, e "A Última Ilusão" se destaca por mesclar horror com elementos do noir, além de apresentar o detetive ocultista Harry D’Amour. Um fio condutor entre os contos é o fato de que, na maioria deles, pessoas comuns, vivendo em contextos contemporâneos, se veem envolvidas em acontecimentos violentos, misteriosos e/ou sobrenaturais.
Barker declarou, na coletânea Faces of Fear, que se inspirou para criar Livros de Sangue ao ler Dark Forces, no início dos anos 1980. Foi quando percebeu que uma antologia de terror não precisava ter temas estreitos, tom uniforme ou seguir restrições rígidas para ser considerada válida. Pelo contrário, podia abarcar uma ampla gama de gêneros e tons — do cômico ao absolutamente aterrorizante.
Os volumes I a III costumam ser vendidos sob o título Livros de Sangue. O volume IV foi lançado como A Condição Desumana, o volume V como Na Carne, e o volume VI como Cabal, incluindo quatro ou cinco contos adicionais, dependendo da edição. No Brasil, todos os volumes são intitulados como Livros de Sangue, de I a VI, lançados pela editora DarkSide Books.

### Livro de Sangue I
A edição brasileira tem introdução do escritor Cesar Bravo.

#### "O Livro de Sangue"
É a espinha dorsal de toda a série. Uma pesquisadora psíquica, Mary Florescu, contrata um médium charlatão chamado Simon Mcneal para investigar uma casa supostamente assombrada. Sozinho em um quarto no segundo andar, Mcneal inicialmente fingia ter visões. Mas, então fantasmas realmente vem ate ele. O atacam e escrevem palavras em sua carne, e essas palavras, afirma o narrador, contam o resto das historias, historias escritas em um livro de sangue vivo e literal. Este prólogo, juntamente com a historia final "On Jerusalem street" do Volume Seis, foi adaptado para o filme Livro de sangue, escrito e dirigido por John Harrison.

#### "O Trem de Carnes da Meia-Noite"
O trabalhador de escritório Leon Kaufman adormece em um vagão da linha noturna do metrô de Nova York. Quando acorda, descobre uma cena de assassinato no vagão a frente, com vários corpos, nus e sem pelos, pendurados como peças de açougue, e desmaia. Ao recuperar a consciência, percebe que o trem continuou além do final da linha. Kaufman encontra um homem chamado Mahogany, responsável pelo desaparecimento e morte de várias pessoas nas linhas noturnas do Metro de Nova York. Mahogany é forçado a matar Kaufman para proteger seus segredos. Kaufman enfrenta Mahogany e o mata. O condutor do comboio, despreocupado com a morte de Mahogany, leva o comboio ao seu destino - uma estação secreta. As portas do trem abrem e estranhas criaturas humanoides embarcam no trem. As criaturas alimentam-se dos passageiros mortos e dizem a Kaufman que o Mahogany estava ficando velho e não poderia fazer o trabalho por mais tempo, e que Kaufman deve agora servi-los. É revelado que as criaturas também foram os governantes secretos da cidade de Nova York durante séculos. Uma das criaturas, de maior porte físico, arranca a língua de Kaufman para garantir o seu silêncio. Kaufman descobre que ele é agora o novo "açougueiro" e parte da organização e infraestrutura dedicada a servir os "Pais da Cidade", trazendo-lhes carne.

#### "O Yattering e Jack"
Jack Polo é um importador de pepinos que é assombrado por um demônio chamado Yattering. O demônio é enviado para atormentar Jack por Belzebu, o "Senhor das Moscas", porque um dos antepassados de Jack renegou um pacto feito com o líder dos demônios. O Yattering frustra-se quando seus melhores esforços para conduzir Jack a loucura são respondidos com tranquilidade e aparente resignação. Desconhecido para o Yattering, Jack está deliberadamente ignorando o demônio, a fim de frustrá-lo e, simultaneamente manter sua própria sanidade. O Yattering o submete a tormentos cada vez mais severos, incluindo matar seus gatos e aterrorizar sua família, mas esses esforços falham. Eventualmente, Jack engana-o e o obriga a violar suas ordens, permitindo que Jack se aproveite de uma brecha e faça do Yattering seu escravo.
Incomum para a obra Barker, esta história é ligeiramente cômica. Foi transformado em um episódio da série de TV Tales from the Darkside (Temporada 4 - 1987/88, episódio 76, transmitido em 8 de novembro de 1987) com Barker como roteirista.

#### "O Blues do Sangue de Porco"
O ex-policial Redman começa a trabalhar em um centro de recuperação infantojuvenil, onde descobre um segredo mortal envolvendo um menino chamado Lacey. Lacey afirma que um garoto desaparecido chamado Henessey está presente no centro na forma de um fantasma. Ao aprofundar suas investigações, Redman descobre que as coisas não são o que parecem, e que um porco gigante em um chiqueiro no terreno é possuído por Henessey, tendo este transferido sua alma o animal com o intuito de viver para sempre

#### "Sexo, Morte e Estrelas"
Terry Calloway está dirigindo Noite de Reis em um teatro decadente. Ele mantém um caso com a protagonista, Diane Duvall, e espera que a fama dela como atriz de novela atraia um grande público — embora a considere uma péssima atriz. Um homem misterioso e mascarado, Sr. Lichfield, demonstra insatisfação com a escolha de Diane para o papel de Viola. No dia do ensaio final, Lichfield declara que sua esposa, Constantia, interpretará o papel na noite de estreia. Diane arranca a máscara de Lichfield e revela que ele é um cadáver animado. Ele a beija, e Diane entra em coma. Constantia assume o papel de Viola.
Após a "recuperação" de Diane, Terry faz sexo com ela e percebe, tarde demais, que ela agora está entre os mortos-vivos, pouco antes de ser morto por ela. A peça estreia com a casa lotada. Depois da apresentação, os atores percebem que a plateia é formada inteiramente por fantasmas e mortos reanimados. Tallulah, curadora do teatro recém-falecida, incendeia o prédio, matando todos os atores vivos.
Alguns dos artistas e Terry juntam-se então a Sr. Lichfield e Constantia na estrada, formando uma companhia itinerante de mortos-vivos.

#### "Nas Montanhas, as Cidades"
Em uma área rural isolada da antiga Iugoslávia, duas cidades inteiras, Popolac e Podujevo, criam criaturas comunais gigantescas unindo os corpos de seus cidadãos. Quase 40 mil pessoas se movem como um único corpo colossal, com a altura de um arranha-céu. Esse ritual ocorre a cada dez anos, mas, desta vez, algo dá terrivelmente errado: o gigante de Podujevo desaba, matando horrivelmente dezenas de milhares de pessoas. Em choque, toda a população de Popolac enlouquece e se torna, de fato, o gigante ao qual está amarrada. Popolac passa a vagar sem rumo pelas colinas.
Ao cair da noite, muitos dos que compõem o corpo do gigante morrem de exaustão, mas a criatura continua andando. Mick e Judd, um casal gay em lua de mel na região, encontram os corpos destroçados dos habitantes de Podujevo em uma ravina coberta de sangue. Um morador local tenta roubar o carro deles para alcançar Popolac e tentar fazê-lo parar antes que desmorone e destrua os que ainda o compõem. Ele explica toda a verdade a Mick e Judd, mas eles não acreditam em sua história.
Buscando abrigo, o casal se refugia em uma fazenda remota, onde Popolac acaba colidindo com a casa, matando Judd acidentalmente. Mick e o casal de idosos dono da fazenda enlouquecem de medo. Obcecado, Mick decide se juntar a Popolac. Ele escala a torre de cordas e corpos humanos e é levado com a criatura enquanto ela continua caminhando pelas colinas.
Uma frase deste conto, "incenso velho, suor antigo e mentiras", aparece na música “Sin”, do álbum Pretty Hate Machine, da banda americana de rock industrial Nine Inch Nails.

### Livro de Sangue II
A edição brasileira tem introdução do escritor Bruno Ribeiro.

#### "Pavor"
Steve, um jovem universitário, acaba se aproximando de Quaid, um colega de classe mais velho, um intelectual com uma mórbida fascinação pelo medo. Quaid revela a Steve que sequestrou uma colega vegetariana e a trancou em um quarto onde havia apenas carne bovina para se alimentar. Ela só foi libertada quando, vencendo o pavor de comer carne para não morrer de fome, cedeu — mesmo com a carne já estragada.
Steve se torna o próximo alvo dos experimentos de Quaid. Ele é mantido preso em um quarto escuro e silencioso, forçado a reviver um período de sua infância em que ficou temporariamente surdo, uma experiência que o aterrorizava. A privação sensorial extrema o enlouquece, até que finalmente consegue escapar. Desorientado, Steve vai parar em um abrigo para pessoas em situação de rua, onde é confundido com um viciado em drogas. Lá, recebe roupas e sapatos novos, que não lhe servem direito. Está insano, pálido de choque, com os lábios vermelhos e rachados pela desidratação. Mais tarde, ele rouba um machado de incêndio no abrigo e invade a casa de Quaid.
Os experimentos de Quaid sempre tiveram como objetivo tentar compreender a verdadeira natureza do medo, numa tentativa de curar sua própria coulrofobia — o medo de palhaços. Ironicamente, ele acaba sendo brutalmente assassinado por Steve, cuja aparência cadavérica, roupas desajustadas e sapatos grandes o fazem parecer um palhaço grotesco.
Esse conto foi adaptado para o cinema, com Jackson Rathbone interpretando Steve. O filme se afasta do conto original em vários pontos e introduz novos personagens, mas mantém alguns dos conceitos centrais.

#### "Evento do Inferno"
A cada cem anos, durante uma maratona anual em Londres, Satanás envia um de seus representantes para competir contra corredores humanos (sem que eles saibam o que está realmente em jogo). Se o emissário do Inferno vencer, ele ganha o direito de governar a Terra. Joel, um dos atletas participantes, percebe a verdadeira natureza da corrida quando os outros competidores começam a cair, atacados por alguma criatura invisível. Um político satanista chamado Gregory fez um pacto com o Inferno apostando no resultado da prova.
Antes que o representante infernal possa vencer, Joel entra em confronto direto com ele — e acaba tendo o rosto arrancado a mordidas. Durante a luta, o último corredor humano sobrevivente cruza a linha de chegada, garantindo mais uma derrota para o Inferno. Como punição por sua arrogância e confiança excessiva, Gregory é morto de forma grotesca.

#### "O Testamento de Jacqueline Ess"
Jacqueline Ess, uma dona de casa atormentada pela depressão e pelo tédio existencial, tenta o suicídio e é encontrada pelo marido. Ela sobrevive — mas ao se recuperar, descobre que desenvolveu a capacidade de manipular a carne e os corpos das pessoas com a força de sua vontade. Perturbada pelas tentativas do marido de sedá-la e pela completa falta de empatia e compreensão em relação à sua condição, Jacqueline mata seu terapeuta e, em seguida, provoca a morte do próprio marido, fazendo com que seus corpos se rasguem ou se dobrem sobre si mesmos. Ela encontra um breve momento de paz ao lado de Oliver Vassi, cujos depoimentos compõem parte do texto. Após um período não especificado, Jacqueline o abandona para se aproximar de um homem rico e influente, Titus Penifer, na esperança de aprender com ele "como usar o poder".
O relacionamento entre os dois continua, apesar da inaptidão de Titus como amante, até que ele tenta terminar tudo após ser chantageado por um funcionário. Jacqueline mata o extorsionista a sangue frio e foge, enquanto Titus, cada vez mais obcecado por ela, parte em sua busca. Quando finalmente consegue prendê-la, ele implora para que ela o mate.
Jacqueline então percebe que todos os homens de sua vida — com exceção de Vassi — a usaram para seus próprios fins. Em vez de matá-lo, ela deforma o corpo de Titus até transformá-lo em uma criatura animalesca. Um de seus próprios seguranças, enojado, o mata com um tiro. Vassi consegue encontrar Jacqueline em Amsterdã, onde ela se tornou uma prostituta cujos clientes não sobrevivem mais do que uma noite com ela. Seus poderes parecem estar fugindo de seu controle. Quando os dois antigos amantes se reencontram, eles se abraçam e escolhem morrer juntos.
Essa história também foi publicada nas coletâneas I Shudder at Your Touch e Behold! Oddities, Curiosities & Undefinable Wonders.

#### "As Peles dos Pais"
Após seu carro quebrar no interior do Arizona, um homem chamado Davidson testemunha um estranho desfile de criaturas monstruosas. Ele descobre que esses seres cruzaram com uma mulher de uma cidade próxima seis anos antes e agora retornam para reivindicar Aaron, o filho que ela gerou. O marido da mulher — um alcoólatra abusivo — sabe da existência dessas criaturas e entende que, em sua maioria, elas são benevolentes, mas deseja se vingar por terem engravidado sua esposa.
Sugere-se que todos os humanos modernos descendem de relações semelhantes entre essas criaturas e mulheres primordiais, mas, com o tempo, os homens passaram a caçar e quase exterminaram os seres. Davidson chega à cidade, onde um grupo de moradores armados está ansioso para matar os monstros. Após um confronto violento, os habitantes conseguem matar uma das criaturas maiores — junto com Aaron. Os seres restantes desaparecem e armam uma vingança: prendem Davidson e alguns sobreviventes em uma área de areia movediça, que endurece quando eles estão parcialmente soterrados. Imobilizados, são deixados para morrer sob o sol escaldante do deserto.
A ideia de um grupo afundando em areia movediça que depois se solidifica foi reutilizada por Clive Barker no filme Lord of Illusions (1995).

#### "Novos Assassinatos na Rua Morgue"
Lewis é um homem de 73 anos que viaja a Paris após seu amigo, Phillipe, ser preso pelo assassinato brutal de uma jovem. Phillipe insiste que o crime foi cometido por um orangotango, mas acaba se suicidando na cela. Lewis não acredita na história, até ver o primata com os próprios olhos. A criatura está vestida como uma pessoa, completamente depilada, e empunha uma navalha. Lewis descobre que Phillipe, um excêntrico notório, havia criado o animal desde filhote como parte de um experimento estranho, inspirado no conto “Os Assassinatos da Rua Morgue”, de Edgar Allan Poe. Tomado pelo desespero ao perceber que as outras pessoas não conseguem enxergar o orangotango como o animal que realmente é, Lewis se joga no rio Sena, enquanto o orangotango continua se apresentando e vivendo como um ser humano.

### Livro de Sangue III
A edição brasileira tem introdução da escritora Paula Febbe.

#### "Filho do Celuloide"
Um condenado fugitivo morre atrás da tela de um cinema enquanto tenta se esconder da polícia. Nos meses que se seguem à sua morte, um tumor cancerígeno em seu corpo ganha consciência, alimentado pelas fortes emoções do público durante as sessões, e acaba ganhando vida. Após uma exibição noturna, a criatura começa a caçar os últimos espectadores que ainda estão no local, usando alucinações vívidas com imagens de John Wayne e Marilyn Monroe para atraí-los e devorá-los. No entanto, parece ser destruída pelo lanterninha do cinema. Algum tempo depois, o lanterninha localiza uma garota que havia escapado após ser parcialmente dominada pela criatura. Ele a confronta com ácido e finalmente a destrói de forma definitiva.

#### "Rawhead Rex"
Durante um verão incomumente quente no interior de Kent, o antigo monstro Rawhead, uma criatura humanoide maligna com quase três metros de altura, é acidentalmente despertado de sua prisão subterrânea. Assim que liberto, Rawhead inicia uma onda de carnificina pela vila local, matando e devorando vários moradores, corrompendo o sacristão para servi-lo e ferindo mortalmente o vigário da aldeia, o Reverendo Coot.
O vigário sobrevive tempo suficiente para instruir Ron Milton — um morador local e pai de uma das vítimas de Rawhead — a encontrar um talismã escondido na igreja, a única arma capaz de deter a criatura. O objeto representa uma mulher grávida, a antítese de Rawhead e aquilo que ele mais teme. Enquanto Rawhead tenta incendiar a vila, Milton usa o talismã para detê-lo tempo suficiente para que os moradores, tomados pela fúria, consigam dominá-lo e matá-lo.
"Rawhead Rex" se assemelha a Alien ou The Thing from Another World, mas é ambientada em uma zona rural. A história foi adaptada para o cinema em Rawhead Rex (1986), com roteiro do próprio Clive Barker, que mais tarde renunciou ao filme, insatisfeito com a direção e a produção geral.

#### "Confissões de Uma Mortalha (de Pornógrafo)"
Ronnie é um católico devoto e obediente às regras, falsamente acusado pela Máfia de ser o chefe de um cartel de pornografia. Após matar dois mafiosos em um ato de vingança, Ronnie é brutalmente torturado e assassinado pela organização. No entanto, retorna como um fantasma. Ele anima o lençol mortuário que cobre seu corpo no necrotério e começa a se vingar dos responsáveis por sua morte. Perseguido pelo lençol fantasmagórico, o chefão da Máfia, principal responsável pelo sofrimento de Ronnie, foge para casa, apenas para encontrar sua esposa o traindo com seu assistente. Em um acesso de fúria, ele mata os dois a tiros.
No clímax sangrento da história, o fantasma entra pela boca do mafioso e o vira do avesso, literalmente. Com seus últimos momentos restantes na Terra, o espírito de Ronnie vai até a porta de um padre, em busca da extrema-unção. No entanto, o sacerdote está ocupado fotografando uma mulher nua e não atende. A história é escrita como uma comédia de humor negro, girando em torno da piada visual de um fantasma genuíno assumindo, de fato, a forma clássica de um lençol flutuante.

#### "Bodes Expiatórios"
Um iate encalha na praia de uma ilha deserta localizada em um ponto do Oceano Atlântico onde correntes submarinas convergentes e trazem todos os corpos de marinheiros afogados no mar. Para azar da tripulação encalhada, os centenas de corpos espalhados pelo fundo do oceano não estão tão mortos quanto deveriam.

#### "Restos Mortais"
Um jovem prostituto bissexual é contratado por um arqueólogo. Ao longo da noite, ele acaba tropeçando no banheiro e se depara com uma estátua de aparência romana, a figura de um homem, deitada na banheira. Nas semanas seguintes, começa a sentir que está sendo assombrado por um sósia. Ao mesmo tempo, seu corpo e mente passam por uma transformação: ele se torna frio e apático, já não sente fome nem necessidade de dormir. Eventualmente, reencontra seu sósia, a estátua da banheira, junto ao túmulo de seu pai, chorando de tristeza, enquanto ele próprio permanece indiferente. Fica claro, então, que o sósia se tornou mais humano do que ele jamais foi. Sem resistência, ele se afasta, deixando que a criatura continue vivendo em seu lugar.

### Livro de Sangue IV
A edição brasileira tem introdução da historiadora Gabriela Müller Larocca.

#### "A Política do Corpo"
Em uma versão bizarra de uma revolução, descobre-se que as mãos dos seres humanos possuem consciência própria — e não estão nada satisfeitas em serem constantemente controladas por seus donos. As mãos de Charlie, um operário de fábrica, planejam liderar esse levante. As mãos de Charlie têm até personalidades distintas: a esquerda é mais cautelosa, enquanto a direita é determinada e chega a se proclamar um Messias. Contra a vontade de Charlie, a Mão Direita amputa a Esquerda, que foge cambaleando para reunir outras mãos e convencê-las a fazer o mesmo. Ela então retorna para resgatar a Direita, dando início a uma violenta revolução de membros humanos.
Essa história foi posteriormente adaptada, em parte, para o filme Quicksilver Highway.

#### "A Condição Inumana"
Um jovem chamado Karney e seus amigos espancam um andarilho por diversão. Durante o ataque, Karney rouba um estranho pedaço de corda cheio de nós que encontra com o homem. Apaixonado por enigmas e quebra-cabeças, ele passa a noite desfazendo os nós, sem saber que, ao fazer isso, está libertando uma sucessão de demônios que começam a matar seus amigos um a um. A cada nó desfeito, os demônios parecem se tornar mais avançados, como se estivessem evoluindo. Quando Karney percebe o que fez, precisa encontrar o andarilho novamente para pedir ajuda.

#### "Revelações"
Uma mulher chamada Virginia é levada contra sua vontade em uma viagem pelos Estados Unidos por seu marido insensível, um pregador chamado John Gyer. Eles se hospedam em um motel visitado pelos fantasmas de Buck e Sadie, um casal que esteve ali trinta anos antes. No mesmo quarto, Sadie assassinou Buck e foi posteriormente executada pelo crime.
Buck e Sadie descobrem que Virginia possui a habilidade de vê-los e ouvi-los. Enquanto isso, um confronto acontece quando John descobre que o motorista deles, Earl, tem dado comprimidos a Virginia para ajudá-la a lidar com sua ansiedade. Ao procurar Earl para tirar satisfações, John o encontra na cama com Laura-May, filha da dona do motel.
Virginia acaba encontrando a mesma arma usada por Sadie trinta anos antes — um revólver que Laura-May guardava como lembrança. Ela tenta usar a arma para matar o fantasma de Buck, que havia conseguido se materializar parcialmente e tentava estuprá-la, mas o tiro atravessa o espírito e acerta John na garganta, matando-o. Diante do ocorrido, Virginia cogita o suicídio, mas o fantasma de Sadie a convence a alegar insanidade. Enquanto é levada pela polícia local, alguém pergunta por que ela fez aquilo. Virginia responde: “O Diabo me fez fazer isso”, enquanto encara a lua com o sorriso mais insano que consegue esboçar.

#### "Abaixo, Satã!"
A história mais curta da coletânea conta o caso de Gregorius, um empresário de meia-idade e muito rico que entra em depressão ao acreditar que foi abandonado por Deus. Em sua angústia, ele elabora um plano para construir um Inferno na Terra e assim invocar Satanás, acreditando que, diante disso, Deus viria resgatá-lo das garras do Diabo e acolhê-lo em Seu reino celestial.
Dentro de sua imensa Catedral Satânica, Gregorius logo perde de vista seu propósito inicial de chamar a atenção divina e se entrega completamente à loucura — torturando centenas de pessoas até a morte nas câmaras de tortura bem equipadas que construiu. Ao fim, é capturado, mas o texto deixa de forma propositalmente ambígua se Gregorius enlouqueceu por completo ou se, de fato, conseguiu atrair Satanás para habitar o Inferno que criou com as próprias mãos.

#### "A Era do Desejo"
Um laboratório privado conduz experimentos com voluntários para investigar a libido e tentar desenvolver um afrodisíaco químico. Um dos testes dá terrivelmente errado quando um homem enlouquece subitamente de desejo. Seu estado constante de excitação destrói qualquer respeito que ainda tenha pela moral ou pela lei. Tomado por uma luxúria incontrolável, ele estupra, assassina e mutila uma das cientistas antes de escapar e espalhar caos por onde passa. Eventualmente, seu corpo não aguenta e ele entra em colapso, morrendo após consumir-se completamente.

### Livro de Sangue V
A edição brasileira tem introdução do escritor Enéias Tavares.

#### "Candyman"
Helen é uma estudante universitária que está desenvolvendo uma tese sobre grafites e escolhe um conjunto habitacional degradado como foco de sua pesquisa. Lá, ela nota grafites perturbadores que fazem referência a uma lenda urbana conhecida como Candyman. Ao investigar mais a fundo, Helen passa a acreditar que há uma conexão entre essa figura lendária e uma série de assassinatos e mutilações recentes, embora os moradores locais evitem falar sobre o assunto. Eventualmente, ela acaba encontrando o próprio Candyman.
Essa história foi posteriormente adaptada para o cinema nos filmes Candyman (1992, dirigido por Bernard Rose) e Candyman (2021, dirigido por Nia DaCosta).

#### "A Madonna"
Um homem chamado Jerry tenta convencer um empresário local suspeito a financiar a reforma de um antigo complexo de piscinas. No entanto, a piscina tem alguns habitantes misteriosos na forma de adolescentes nuas que fogem caso Jerry ou seu possível financiador as encontrem. A curiosidade leva Jerry e o empresário a explorar o complexo e eles descobrem separadamente uma piscina no centro. Ela é diferente das outras piscinas do prédio, pois está cheia, brilha com uma luz estranha e parece ser habitada por alguma forma de vida disforme: a Madonna. Enquanto o empresário foge e se mutila horrorizado antes de cair no Tâmisa e se afogar, Jerry fica e dorme com uma das garotas, voltando para casa para acordar na manhã seguinte e descobrir que foi transformado em uma mulher. Quando ele retorna ao complexo e o encontra sendo demolido, ele mergulha na piscina para se juntar às garotas e à Madonna dentro.

#### "Os Filhos de Babel"
Uma jovem chamada Vanessa Jape encontra por acaso um complexo isolado onde um grupo de cientistas e estudiosos idosos usa sua vasta inteligência para determinar o desfecho de grandes eventos mundiais. Após anos vivendo ali em reclusão, as decisões do grupo se deterioraram e passaram a ser tomadas com base em jogos de azar. Quando Vanessa e os homens decidem fugir do local, sofrem um acidente de carro; todos os anciãos morrem, com exceção de um que havia se recusado a participar da fuga. Vanessa retorna ao complexo e se vê forçada a participar dos jogos de azar ao lado do sobrevivente, até que substitutos possam ser encontrados.

#### "Em Carne e Osso"
Um presidiário chamado Cleve recebe um novo companheiro de cela: um jovem misterioso chamado Billy, que admite ter cometido um crime com o único propósito de ser enviado para aquela prisão em específico. Billy acredita ter sido convocado até ali por seu avô Tait, um suposto feiticeiro poderoso que foi enterrado na prisão após ser executado por assassinato muitos anos antes.
Os esforços de Billy para invocar o espírito de Tait fazem com que Cleve passe a ser assombrado por sonhos de um purgatório destinado a assassinos — um lugar onde os culpados são obrigados a passar parte de sua vida após a morte em uma réplica do cenário do crime que cometeram. Mais tarde, Billy desaparece de sua cela. Quando o caixão de Tait é exumado, Billy é encontrado encolhido ao lado do cadáver do avô. Após ser libertado, Cleve descobre que suas viagens ao purgatório o deixaram com a habilidade de ouvir os pensamentos assassinos das pessoas ao seu redor. Desiludido com a humanidade, ele se torna viciado em heroína para silenciar essa habilidade.
Eventualmente, Cleve comete um assassinato e acaba morto a tiros pela polícia. Ele passa um período indefinido em seu próprio purgatório e, por fim, descobre que é possível escapar dele através da reencarnação.

### Livro de Sangue VI
A edição brasileira tem introdução da cineasta Gabriela Amaral Almeida.

#### "A Vida da Morte"
Após enfrentar um câncer e passar por uma histerectomia, uma mulher chamada Elaine desenvolve uma fascinação por uma igreja que está sendo demolida. Ela conhece um homem de feições esqueléticas e humor mórbido chamado Kavanagh, que compartilha desse mesmo fascínio. A demolição logo revela uma cripta com vítimas da peste que fermentaram ali por séculos, e Elaine invade o local durante a noite para ver os corpos.
Mais tarde, quando seus amigos começam a morrer e a polícia passa a persegui-la, Elaine busca refúgio com Kavanagh, de quem está convencida ser a própria Morte. Kavanagh, na verdade um serial killer e necrófilo, estrangula e estupra Elaine. Enquanto sua alma abandona o corpo, Elaine sente um tipo doentio de satisfação ao perceber que Kavanagh agora carrega a peste que ela contraiu na cripta — e que irá espalhá-la pelo mundo.

#### "Como Grileiros Sangram"
Vários mercenários europeus, liderados por um homem frio e impiedoso chamado Locke, compram terras nas selvas da América do Sul, onde vive uma tribo de nativos amazônicos. Quando a tribo se recusa a deixar o local, um dos comparsas de Locke, num impulso, acaba matando acidentalmente uma criança indígena com um tiro. O ancião da tribo então lança uma maldição sobre os homens, que começam a morrer um a um, vítimas de uma condição terrível que torna seus corpos extremamente frágeis — um grão de poeira pode rasgar sua pele, as solas dos pés se partem ao tocarem o chão, e assim por diante.
Com seus homens mortos, Locke retorna à tribo para implorar por perdão. No entanto, ao chegar, descobre que os demais integrantes de sua expedição massacraram os nativos. É nesse momento que Locke começa a sofrer os sintomas da maldição, percebendo, com horror, que não há mais como desfazê-la.

#### "Crepúsculo nas Torres"
Um espião britânico chamado Ballard, estacionado em Berlim, encontra-se com seu correspondente da KGB, Mironenko. Após a reunião, Mironenko desaparece. Enquanto investiga o paradeiro do agente russo, Ballard presencia um ataque brutal e, a partir disso, descobre que ele e Mironenko são ambos lobisomens, treinados por suas respectivas agências para destruir um ao outro.
As duas potências acabam invadindo o local do encontro, o que leva Mironenko a se transformar completamente. Ballard foge e acorda na casa de uma colega agente. Seu rival, Suckling, aparece e mata a agente, mas acaba sendo morto pelo Ballard transformado. Em seguida, Ballard parte em busca de Mironenko e o encontra lendo passagens da Bíblia para um grupo de lobisomens. Os trechos escolhidos sugerem fortemente que Mironenko acredita que Deus deseja que os lobisomens governem a humanidade.

#### "A Última Ilusão"
A história começa quando um ilusionista chamado Swann é morto nos bastidores por um de seus próprios truques — várias espadas caem sobre ele. Antes de morrer, Swann deixa uma carta para sua esposa, Dorothea, instruindo-a a cremar seu corpo imediatamente, antes que inimigos entrem em ação. Acreditando que há perigos ocultos envolvidos, Dorothea contrata Harry D'Amour para proteger o corpo, após ler em jornais que o detetive particular havia aparentemente enfrentado forças sobrenaturais durante um caso no Brooklyn.
D'Amour descobre que Swann havia feito um pacto com demônios para obter poder mágico real. Com a ajuda de Valentin, assistente de Swann e secretamente um demônio, D'Amour consegue proteger o corpo e realizá-la cremação. Um demônio chamado Butterfield revela a D'Amour que ele agora está marcado como inimigo pelas forças do Inferno.
Essa história marca a estreia de Harry D'Amour, personagem que apareceria em outros escritos de Clive Barker e acabaria cruzando caminho com sua criação mais famosa, o Sacerdote do Inferno (Pinhead), de Hellraiser. O conto foi posteriormente adaptado pelo próprio Barker no filme Lord of Illusions, de 1995.

#### "O Livro de Sangue (um pós-escrito): Na Jerusalem Street"
Incluído apenas em algumas edições britânicas de Books of Blood, este conto funciona como uma continuação de “The Book of Blood”, do Volume Um, criando uma história de moldura. Wyburd é contratado por um colecionador para obter as histórias de Simon McNeal — o Livro de Sangue. Para isso, captura McNeal e arranca sua pele. Mais tarde, a pele começa a sangrar sem parar, até afogar Wyburd. Ele acaba nas rodovias dos mortos, onde passa a contar sua própria história.
Esse conto, junto com o prólogo do Volume Um, foi adaptado duas vezes para o cinema: primeiro no filme Book of Blood (2009), dirigido por John Harrison, e depois em Books of Blood (2020), dirigido por Brannon Braga.